# Convento de Santa Dorotea (Burgos)
El convento de Santa Dorotea es un cenobio de monjas Canónigas o Canonesas Regulares de San Agustín sito en la calle homónima de la ciudad de Burgos (Comunidad de Castilla y León, España). Se trata de una construcción gótica del siglo XV.

## Historia
Sus antecedentes se remontan a 1387, cuando Dorotea Rodríguez Valderrama, junto con otras devotas mujeres, creó un beaterio al lado de la vieja iglesia de Santa María la Blanca, en las faldas del Castillo de Burgos.
La comunidad adoptó la regla de San Agustín en 1429 con el apoyo del obispo don Pablo de Santamaría.
Su aumento determinó que en 1457 las agustinas se trasladaran a la iglesia de San Andrés, hasta que en 1470 se establecieron en el lugar que hoy ocupan, en el barrio de San Pedro y San Felices.
Entre los numerosos bienhechores que favorecieron el cenobio destacaron el rey Juan II de Castilla y el primer obispo de Almería don Juan de Ortega, quien aquí dispuso su enterramiento y el de sus familiares.

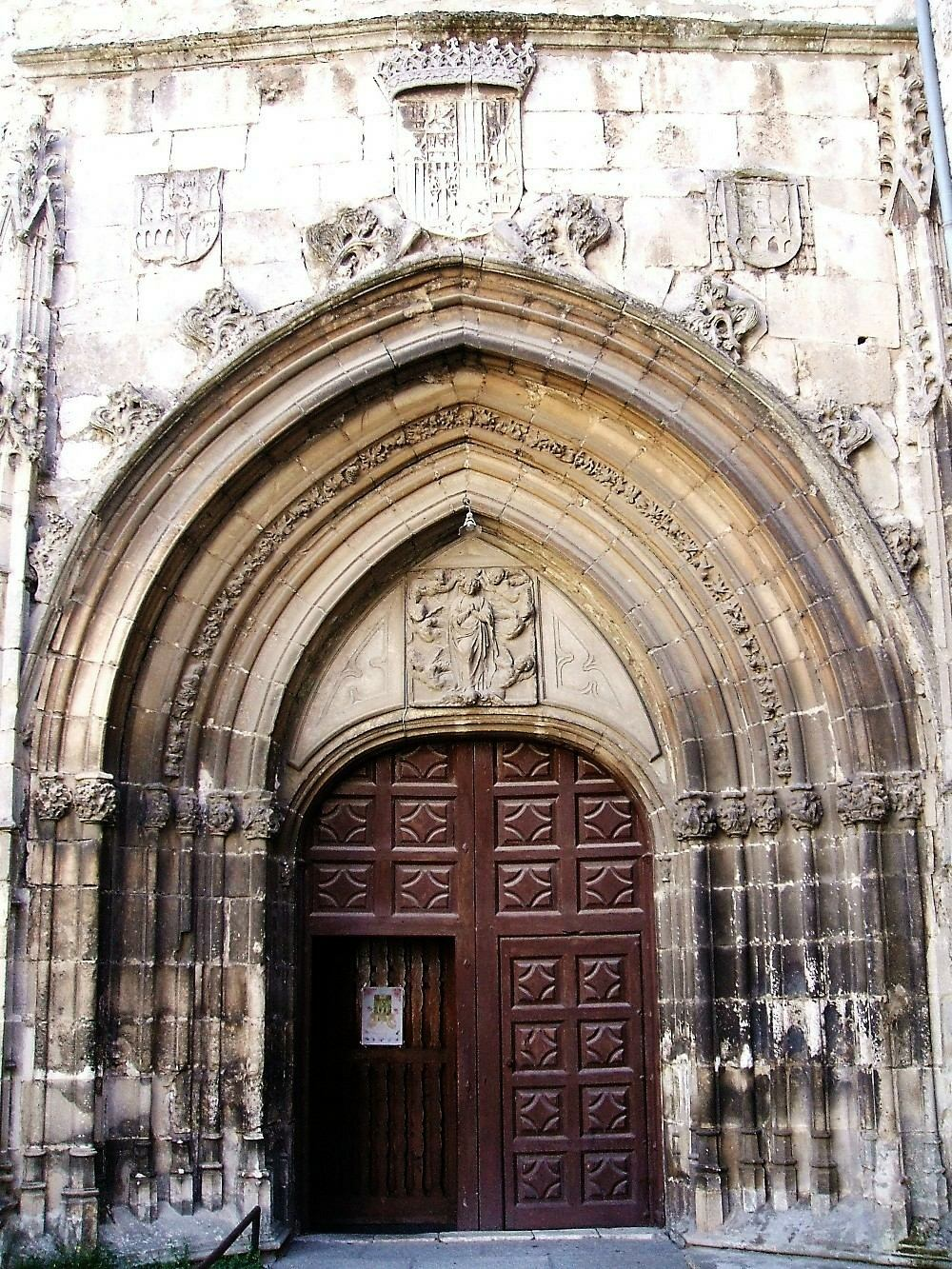
Portada de acceso

## Iglesia
La iglesia presenta a sus pies la portada principal, un ejemplo tardogótico con arquivoltas, animada una de ellas con labores vegetales, trasdosada por arco conopial con cardinas, e ilustrada por las armas de los Reyes Católicos sobre la clave y los escudos del fundador y su familia, los Ortega de Torquemada.
En los flancos, pináculos adosados; en el tímpano, un sencillo relieve cuadrado.
El conjunto responde al estilo de Simón de Colonia.
El interior del templo presenta planta de cruz latina de cuatro tramos cubierta con bóvedas de crucería sencilla dentro de la morfología del gótico final burgalés.
El primer tramo está ocupado por los coros bajo y alto de las monjas.
Las obras de arte más importante son sin duda los sepulcros de la familia del obispo don Juan de Ortega, primer obispo de Almería tras la reconquista de la ciudad a los musulmanes.
Adosado al muro de los pies, en el lado del Evangelio, aparece el doble enterramiento de Andrés Cerezo, cuñado del prelado fundador, y su madre; se trata de un altorrelieve dispuesto en vertical con la efigie yacente de los difuntos, enmarcados por columnillas y arco conopial.
Mayor importancia revisten los dos sepulcros contiguos de tipo arcosolio que se abren en el muro del Evangelio, justo a la izquierda del altar mayor. 
El primero, de estilo tardogótico, corresponde a don Alonso de Ortega, sobrino del obispo almeriense, fallecido, según consta en la inscripción memorial, en 1501 siendo capellán y sacristán mayor del infante Don Juan, hijo de los reyes Católicos.
Se trata de un arcosolio con arco de medio punto con intradós angrelado y trasdós con cardinas y remate conopial; encima, en un frontón de medio punto, se presenta la Anunciación y en el remate está el Calvario, faltando el Crucificado. El difunto se muestra yacente y vestido con sus galas clericales. En el fondo, un relieve de la Imposición de la Casulla a San Ildefonso.
A los lados, esculturillas de San Benito, San Andrés, San Pedro y San Pablo.
El frontal del sepulcro está enteramente ocupado por tres escudos enmarcados por coronas vegetales.
La obra se atribuye a la familia Colonia o bien a Nicolás de Vergara.

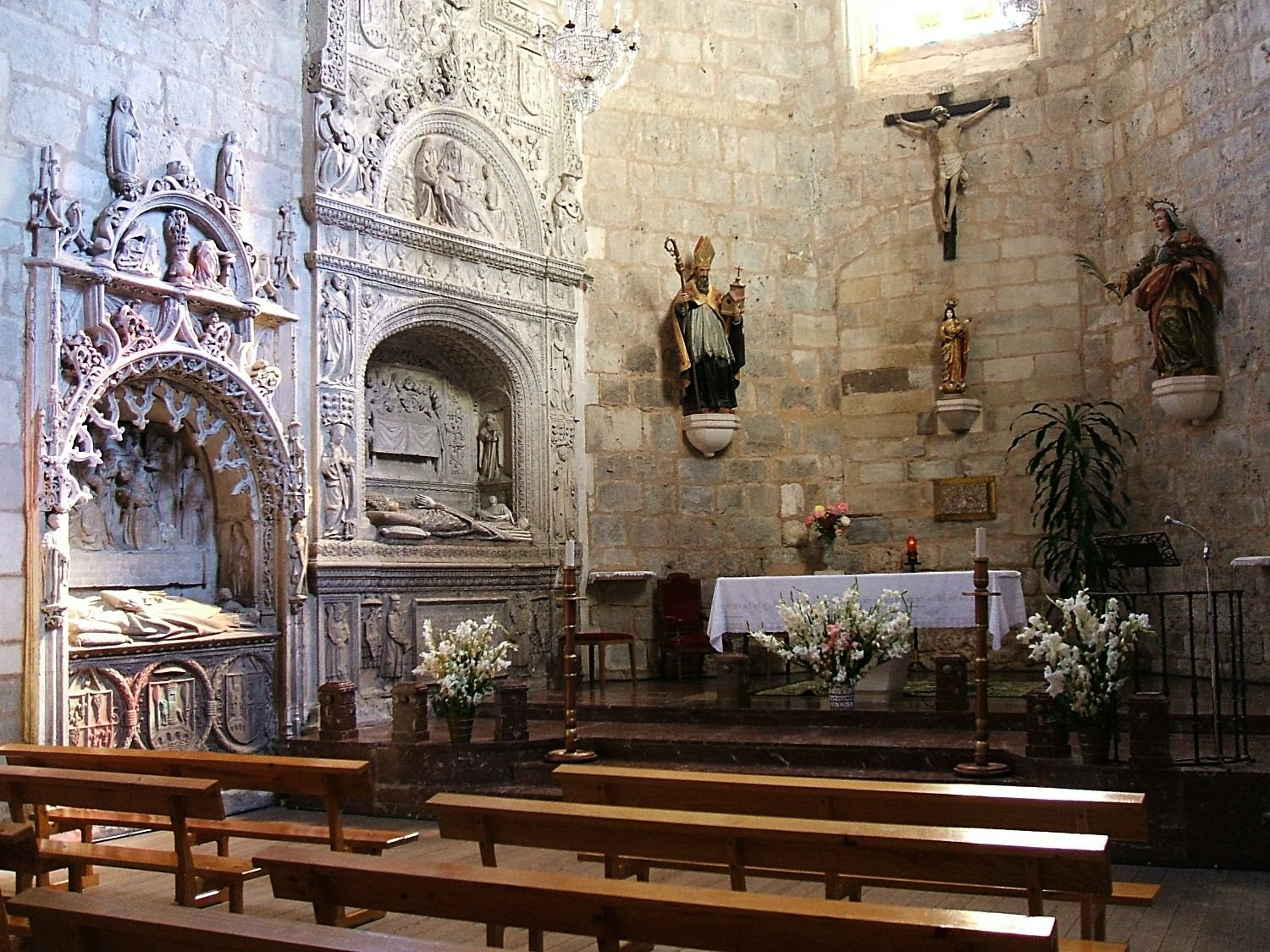
Cabecera de la iglesia y sepulcros del Obispo de Almería y sobrino

El segundo sepulcro es el enterramiento del obispo don Juan de Ortega, documentado como obra de Nicolás de Vergara el Viejo del año 1516. El estilo, pese a los pocos años de diferencia, es totalmente diferente del anterior y responde al arte plateresco, o primer Renacimiento español. Rodeado de rica talla iconográfica y decorativa en relieve, y en arcosolio de arco carpanel, descansa el bulto yacente del prelado, lujosamente ataviado, hecho en alabastro. En el paramento interior del fondo, un relieve de La Última Cena (cuyo autor es Juan de Valmaseda), flanqueada por San Miguel y San Benito.
El monumento funerario adquiere verticalidad gracias a un frontón semicircular que contiene un relieve de la Piedad y presenta trasdós conopial de remembranza gótica. En la parte superior, decoración en bordado y los escudos de armas del obispo.

## Claustro
En la clausura, no visitable, existe un claustro de notables proporciones.

## Galería

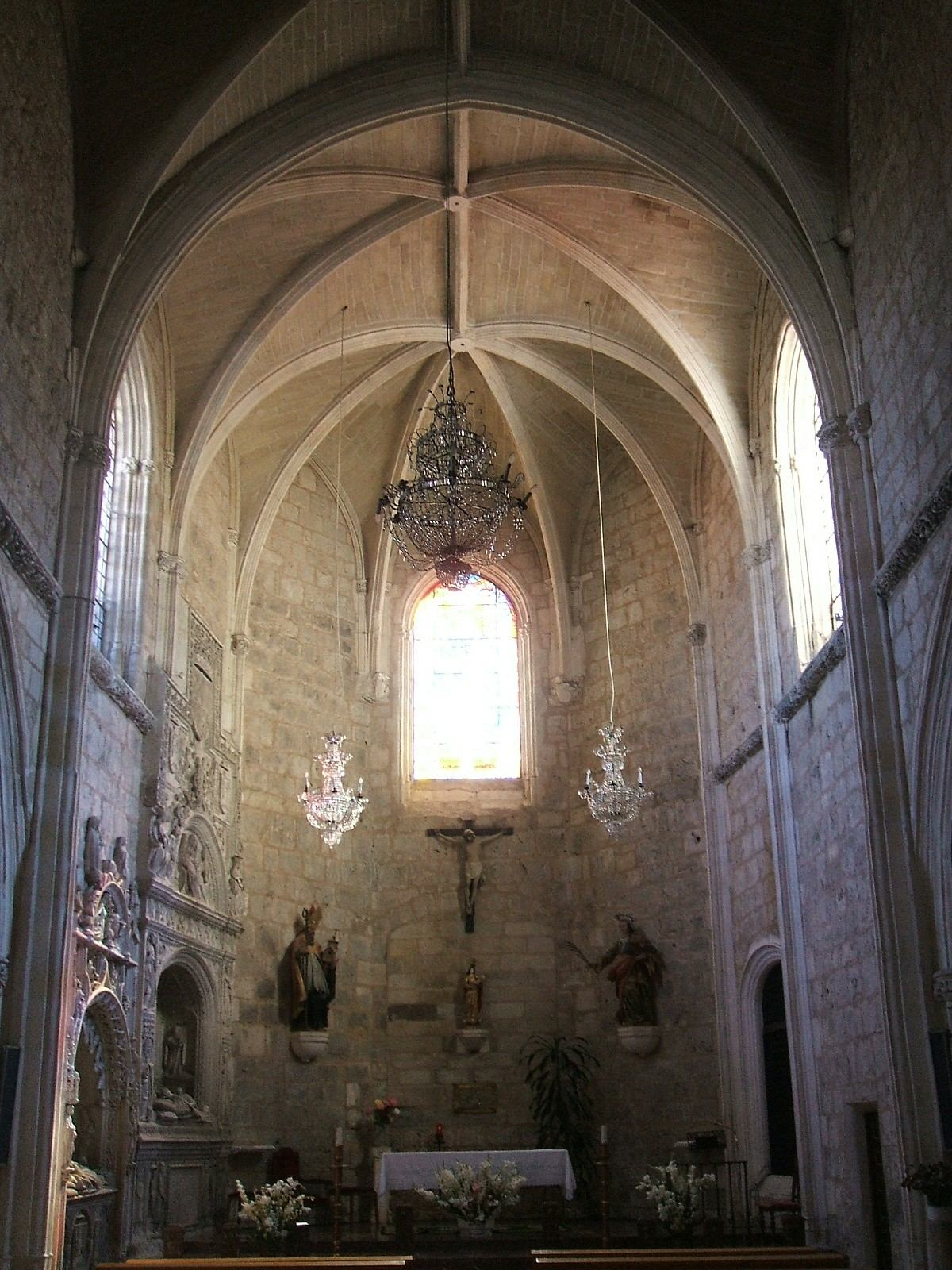
Cabecera
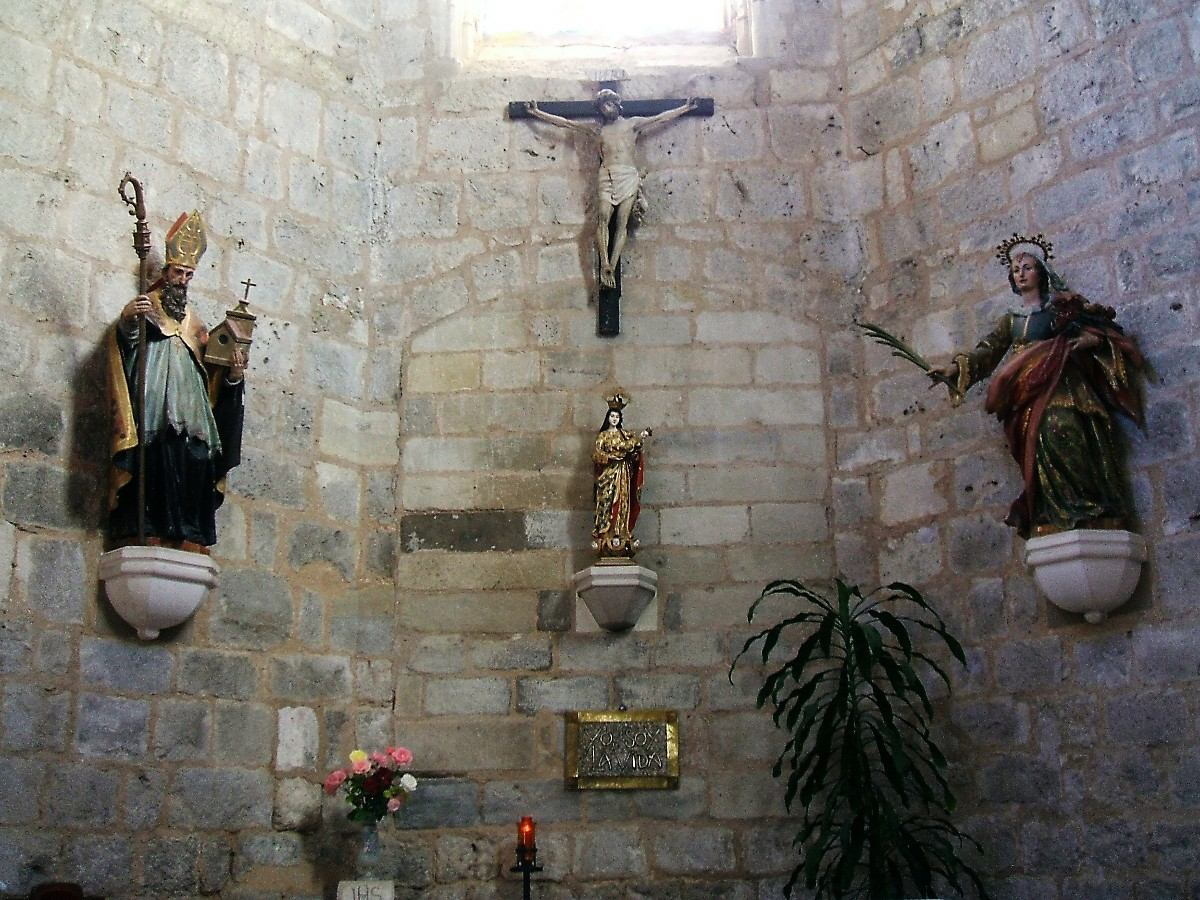
Imágenes de la cabecera
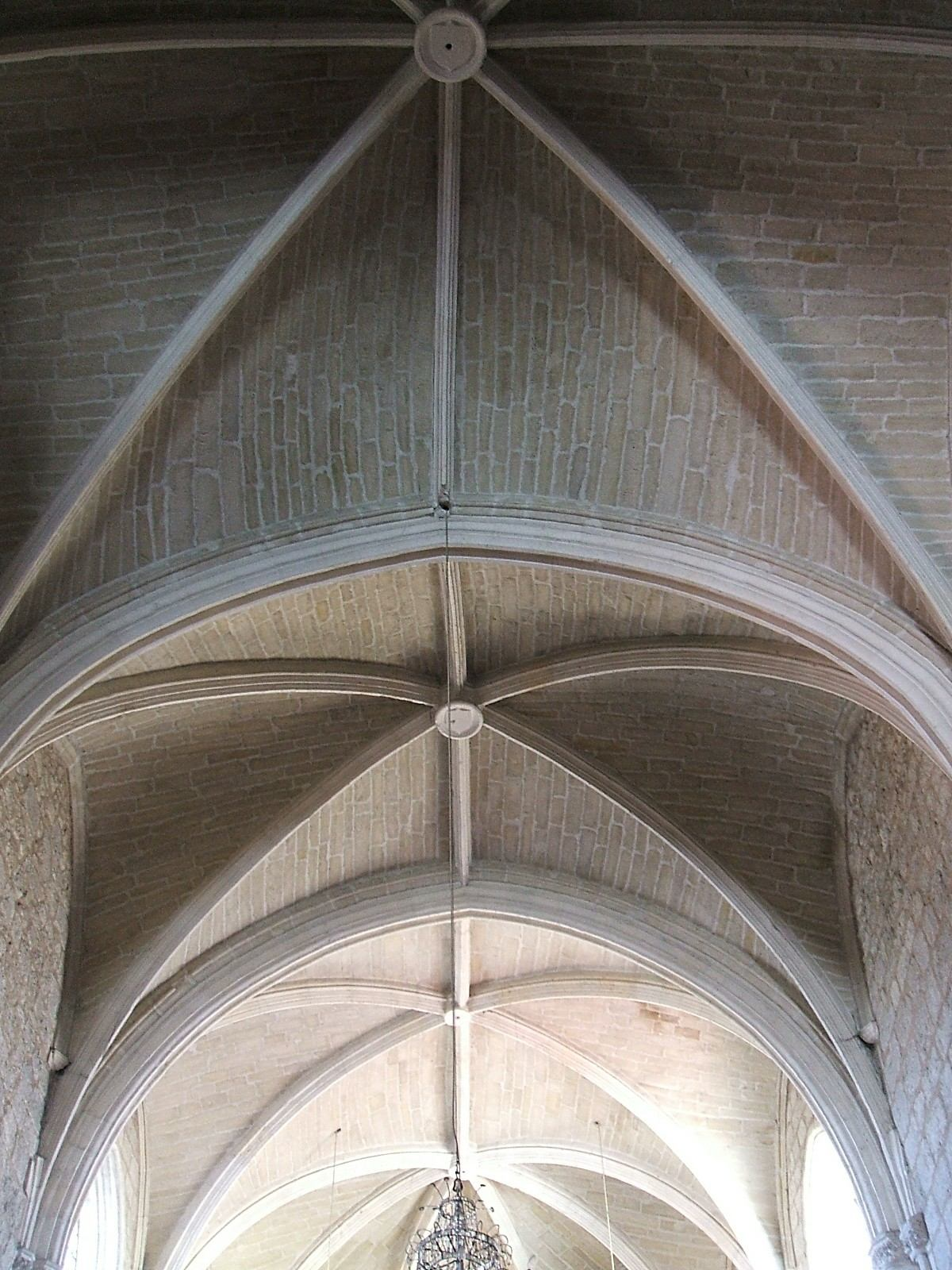
Bóveda de crucería sencilla
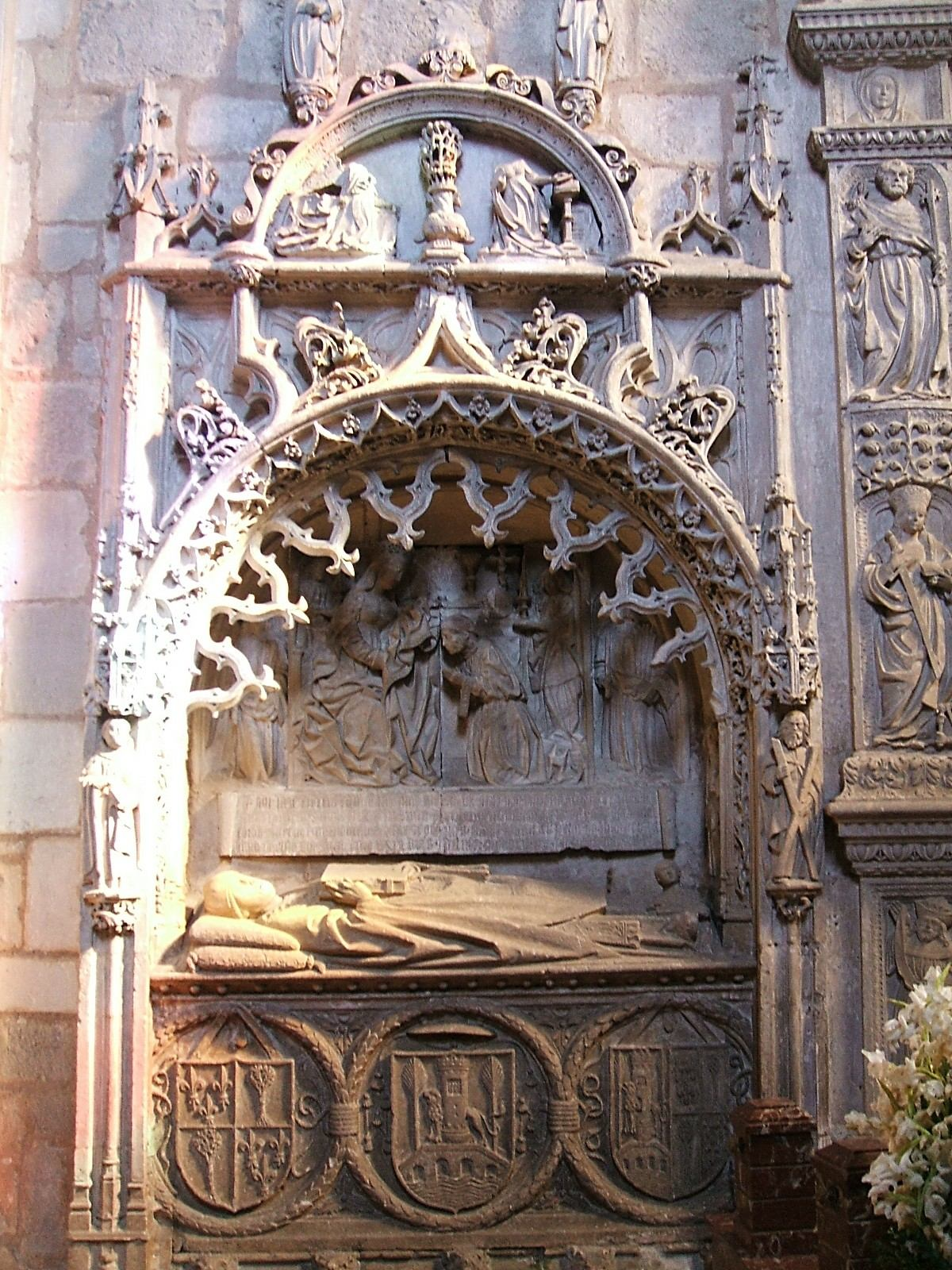
Sepulcro de don Alonso de Ortega
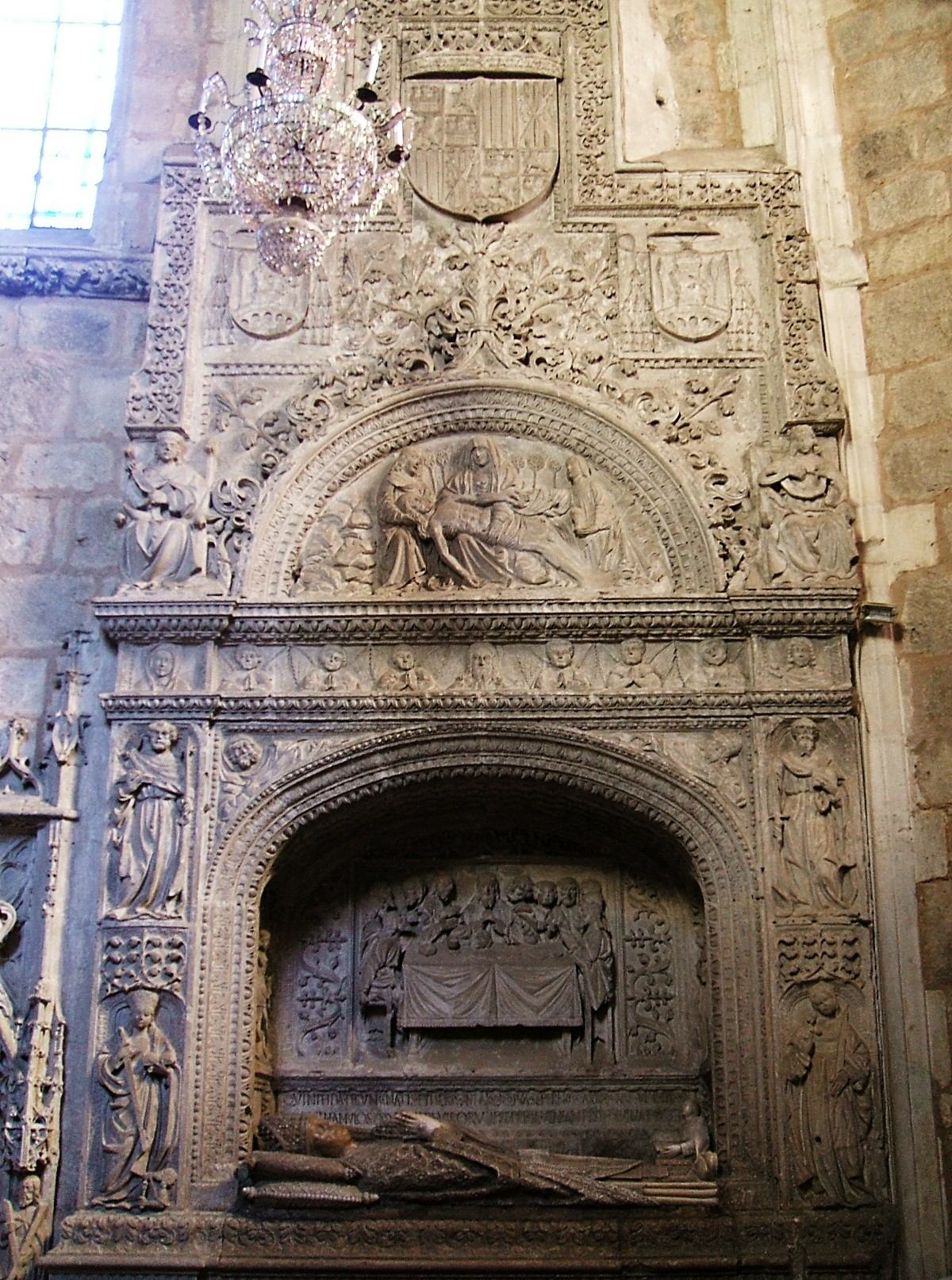
Sepulcro del obispo don Juan de Ortega
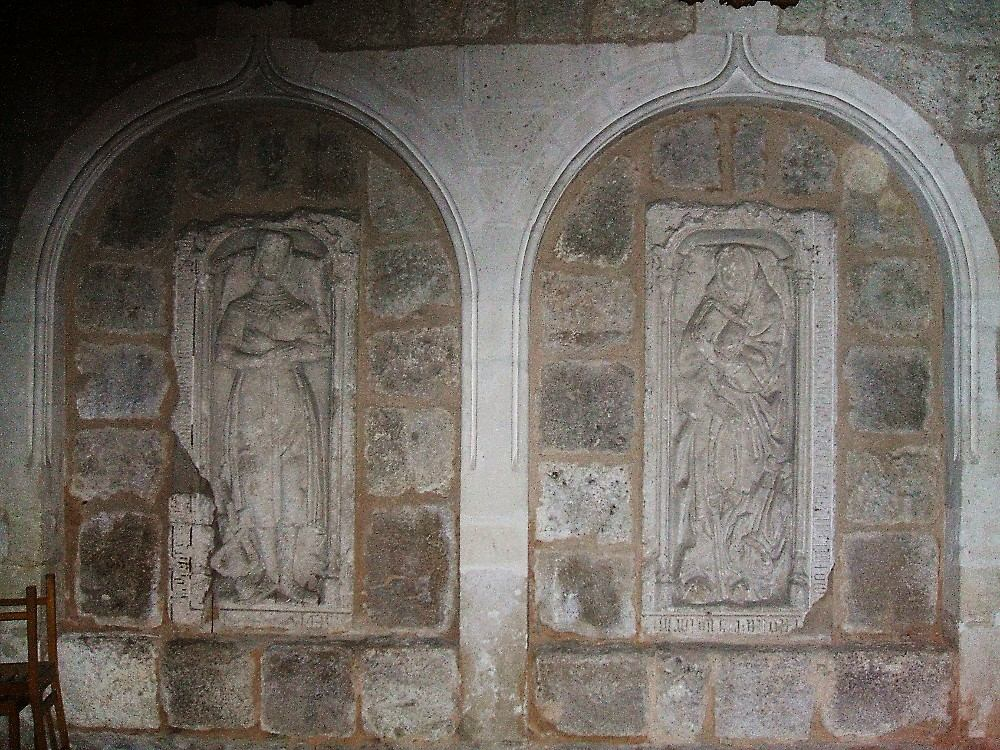
Sepulcros de don Andrés Cerezo y su madre
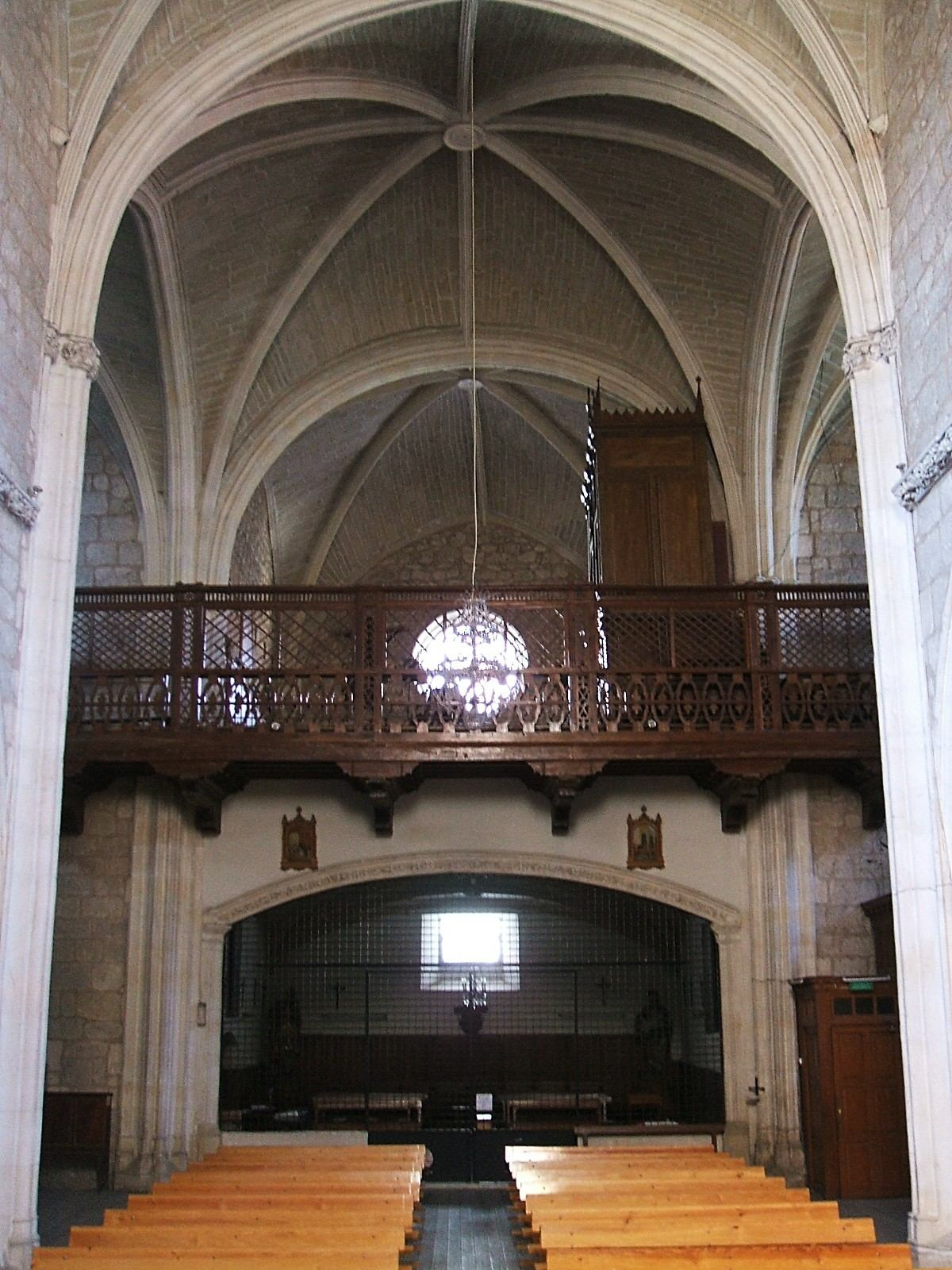
Coros alto y bajo

## Horario de ceremonias religiosas
- Laborables: misa a las 19:30 horas.
- Sábados misa a las 19:30 horas
- Festivos: misa a las 12